# Mysidia cheesemani
Mysidia cheesemani är en insektsart som beskrevs av Broomfield 1985. Mysidia cheesemani ingår i släktet Mysidia och familjen Derbidae. Inga underarter finns listade i Catalogue of Life.